# Черёмушки (Брянская область)
Черёмушки — посёлок в Навлинском районе Брянской области. Входит в состав Клюковенского сельского поселения.

## География
Стоит на реке Харпач.

## История
В 1964 г. Указом Президиума ВС РСФСР поселок Харпач-2 переименован в Черёмушки.

## Население
| 2010 | 2013 |
| ---- | ---- |
| 52   | ↘45  |

## Инфраструктура
Личное подсобное хозяйство.

## Транспорт
Просёлочные дороги.